# Hypnum polycarpon
Hypnum polycarpon là một loài Rêu trong họ Hypnaceae. Loài này được (Ehrh. ex Hedw.) Hoffm. ex Müll. Hal. mô tả khoa học đầu tiên năm 1851.